# Le Grand Popo Football Club
Le Grand Popo Football Club er en House/Techno duo fra Frankrig.
| Musikgruppe | Spire Denne artikel om en musikgruppe er en spire som bør udbygges. Du er velkommen til at hjælpe Wikipedia ved at udvide den. |